# 冷凍技術の年表
冷凍技術の年表（れいとうぎじゅつのねんぴょう）は、冷凍技術、低温に関するトピックスの年表である。

## 紀元前18世紀 – 18世紀
- 紀元前17世紀ごろ – シリアのマリの統治者であるジムリ・リムがユーフラテス近くに最初の氷室の建設を命じる[1]。
- 紀元前5世紀ごろ – ヤフ・チャールは古代ペルシャの冷蔵庫である。ドームの形をしており、熱伝達に耐性のあるモルタルから作られた。雪と氷は地下に貯蔵されていたため暑い時期でも効率よく氷を手に入れることができ、長期にわたる食料の保存が可能となった。熱損失を遅くするために、多くの場合バードギールがヤフ・チャールと組み合わされた。今日でもペルシャでは冷蔵庫をヤフ・チャールと呼んでいる。
- 1396年 - 동빙고（東氷庫）と서빙고（西氷庫）と呼ばれる氷倉庫が漢陽（現在のソウル）に建設される。この建物は1月（太陰暦）に凍っている漢江から集められた氷を貯蔵していた。この倉庫は断熱性が高く夏の間に王家に氷を提供していた[要出典]。1898年に閉鎖されたが、建物はソウルでそのまま残されている。
- 1650年 – オットー・フォン・ゲーリケが世界初の真空ポンプを設計し、アリストテレスの「自然は真空を嫌う（英語版）」という長年抱かれていた仮説を否定するためにマグデブルクの半球として知られる世界初の真空を作り出す。
- 1656年 – ロバート・ボイルとロバート・フックがこの設計を元に空気ポンプを作る。
- 1662年 – ボイルの法則（圧力と体積に関する気体法則）が真空ポンプを用いて実証される。
- 1665年 – ボイルがNew Experiments and Observations touching Coldで最低温度を理論化する。
- 1679年 – ドニ・パパン – 安全弁
- 1702年 – ギヨーム・アモントンが空気温度計を用いて初めて絶対零度を計算し−240 °Cとする。この温度で体積と圧力がゼロに達すると理論化する。
- 1756年 – ウィリアム・カレンが記録に残る最初の人工冷凍の公開実験を行う[2]。
- 1782年 – アントワーヌ・ラヴォアジエとピエール＝シモン・ラプラスが氷熱量計を発明する。
- 1784年 – ガスパール・モンジュが初めて気体を液化し液体の二酸化硫黄を生産する。
- 1787年 – シャルルの法則（体積と温度に関する気体法則）

## 19世紀
- 1802年 – ジョン・ドルトンが「あらゆる種類のあらゆる弾性流体の液体への還元性」("the reducibility of all elastic fluids of whatever kind, into liquids") を記す。
- 1802年 – ゲイ＝リュサックの法則（温度と圧力に関する気体法則）
- 1803年 – 家庭用冷蔵箱
- 1803年 – メリーランド州ボルチモアのトマス・ムーアが冷蔵に関する特許を受ける[3]。
- 1805年 – オリバー・エバンス（英語版）が蒸気圧縮冷凍サイクルに基づき最初の閉回路冷凍機を設計する。
- 1809年 – ジェイコブ・パーキンズが最初の冷凍機の特許を取得する。
- 1810年 – ジョン・レスリーが空気ポンプを用いて水の固化に成功する。
- 1811年 – アボガドロの法則
- 1823年 – マイケル・ファラデーが冷凍のためにアンモニアを液化させる。
- 1824年 – サディ・カルノー– カルノーサイクル
- 1834年 – 理想気体の状態方程式
- 1834年 – ジェイコブ・パーキンズが蒸気圧縮冷凍システムの最初の特許を取得する。
- 1834年 – ジャン＝シャルル・ペルティエがペルティエ効果を発見する。
- 1844年 – チャールズ・ピアッツィ・スマイス（英語版）が快適な冷房を提案する[4]。
- 1850年ごろ – マイケル・ファラデーが凍った物質の誘電率が増加するという仮説をたてる。
- 1851年 – ジョン・ゴリーがアメリカで空気を冷却するための氷を作る機械式冷凍機の特許を取得する[5][6]。
- 1856年 – ジェームス・ハリソン（英語版）がエーテル液体-蒸気圧縮冷凍システムの特許を取得し、オーストラリア、ビクトリア州ジーロングの醸造および肉詰め産業で使用する最初の実用的な製氷冷凍室を開発する。
- 1857年 – カール・ヴィルヘルム・ジーメンスがジーメンスサイクルの特許を取得する。
- 1858年 – ユリウス・プリュッカーが放電によるポンプ効果を初めて観測する。
- 1859年 – Ferdinand Carré – 水に溶けた気体アンモニア（アンモニア水とも）を用いる最初の気体吸収冷凍システム
- 1860年代 - トーマス・アンドリューズが炭酸ガスの圧力と温度、体積の関係について調査し、炭酸ガスが液化する臨界の圧力、温度のあることを（臨界点）見出す。
- 1862年 – Alexander Carnegie Kirkがエアサイクルマシン（英語版）を発明する。
- 1864年 – Charles Tellierがジメチルエーテルを用いる冷凍システムの特許を取得する。
- 1869年 – Charles Tellierがフランスに冷蔵施設を設置する。
- 1871年 – カール・フォン・リンデが最初のアンモニア圧縮機を製造する。
- 1876年 – カール・フォン・リンデがジュール＝トムソン膨張過程と再生冷却を用いて空気を液化する装置の特許を取得する[7]。
- 1877年 – ラウール・ピクテとルイ・ポール・カイユテがそれぞれ独立に酸素の液化の手法を開発する。
- 1879年 - Bell-Colemanマシン
- 1881年 - エミール・ワールブルクが断熱消磁による冷却法につながる純鉄の、消磁による冷却現象を発見した。
- 1882年 – William Soltau Davidsonがニュージーランドの船Dunedinに圧縮冷凍装置を取り付ける。
- 1883年 – ジグムント・ヴルブレフスキが実験的に有用な量の液体酸素を凝縮する。
- 1885年 – ジグムント・ヴルブレフスキが水素の臨界温度を33 K、臨界圧力を13.3気圧、沸点を23 Kと発表する。
- 1888年 - ロフタス・パーキンズ（Loftus Perkins）が食物保存用の冷蔵室"Arktos"を開発。アンモニア吸収システムを利用した、最も初期の冷凍技術の例である。
- 1892年 - ジェイムズ・デュワーがデュワー瓶を発明する。
- 1895年 – カール・フォン・リンデが空気もしくは他の気体の液化に関するHampson–Lindeサイクルの特許保護を申請する（1903年に承認）
- 1898年 – ジェイムズ・デュワーが再生冷却と自身の発明である魔法瓶を用いて液体水素を凝縮する。

## 20世紀
- 1905年 - カール・フォン・リンデが純粋な液化酸素と液化窒素を製造する。
- 1906年 – ウィリス・キャリアが現代の空調の基礎になる部分の特許を取得する。
- 1908年 - ヘイケ・カメルリング・オネスがヘリウム4の液化に成功する。
- 1911年 – ヘイケ・カメルリング・オネスが超伝導と呼ばれる電気抵抗がないことを特徴とする金属低温現象に関する研究を発表する。
- 1915年 – Wolfgang Gaede – 拡散ポンプ
- 1920年 – Edmund CopelandとHarry Edwardsが小型冷蔵庫にイソブタンを使用する。
- 1922年 – Baltzar von PlatenとCarl Muntersが熱によってのみ駆動する3流体吸収チラーを発明する。
- 1924年 – Fernand Holweck – the Holweck pump
- 1926年 – アルベルト・アインシュタインとレオ・シラードがアインシュタインとシラードの冷蔵庫を開発する。
- 1926年 - ウィレム・ヘンドリック・ケーソンがヘリウムの固化に成功する。
- 1926年 – ゼネラル・エレクトリック・カンパニーが最初の密閉圧縮冷蔵庫を導入する。
- 1929年 - カナダ、オンタリオ州トロントのDavid Forbes Keithがダーティーサーティースで何十万もの家族を救ったIcy Ballの特許を取得する。
- 1933年 – ウイリアム・ジオークら – 断熱消磁冷凍
- 1937年 - ピョートル・カピッツァ、ジョン・F・アレン、ドン・マイスナーが2.2 Kでのヘリウム4の超流動を発見する。
- 1937年 – Frans Michel PenningがPenningゲージとして知られる冷陰極管真空計の一種を発明する。
- 1944年 – マンネ・シーグバーン, シーグバーンポンプ
- 1949年 – S.G. Sydoriak、E.R. Grilly、E.F. Hammelが初めて1 Kレンジで純3Heを測定する。
- 1951年 - ハインツ・ロンドンが希釈冷凍器の原理を発明する。
- 1955年 – Willi Becker  ターボ分子ポンプの発想[8]
- 1956年 – G.K. Walters、W.M. Fairbankが3He-4He混合物で相分離を発見する。
- 1957年 – Lewis D. Hall、Robert L. Jepsen、John C. Helmer - Penning放電に基づくイオンポンプ
- 1959年 – Kleemenko cycle
- 1963年 - W. Gifford と R. Longsworthがパルス管冷凍機（英語版）を発明する。
- 1965年 – D.O. Edwardsらが0 Kでの4He中の3Heの有限の溶解度を発見する。
- 1965年 – P. Das、R. de Bruyn Ouboter、K.W. Taconis - 1回限りの希釈冷凍機
- 1966年 – H.E. Hall、P.J. Ford、K. Thomson - 継続的希釈冷凍機
- 1972年 - デビッド・リー、ロバート・リチャードソン、ダグラス・D・オシェロフが0.002 Kでヘリウム3の超流動を発見する。
- 1973年 – リニアコンプレッサー
- 1978年 – WinelandとDehmeltのグループでレーザー冷却が実証される。
- 1983年 - Mikulin、Tarasov、Shkrebyonockによりオリフィス型のパルス管冷凍機が発明される。
- 1986年 – カール・アレクサンダー・ミュラーとヨハネス・ベドノルツが高温超電導を発見する。
- 1995年 – エリック・コーネルとカール・ワイマンが170 nKに冷却したルビジウム-87の希釈気体を用いてボース＝アインシュタイン凝縮を作成する[9]。
- 1999年 – D.J. Cousinsら、希釈冷凍機が1.75 mKに達する。
- 1999年 - ロジウム金属片中の核スピンを冷却することにより当時世界最低温度である100ピコケルビン (pK) が作られる[10]。

## 21世紀
- 2000年 - フィンランド、エスポーにあるヘルシンキ工科大学の低温ラボでの実験で100 pK以下の核スピン温度が報告される。しかし、これはある特定の自由度（核スピンと呼ばれる量子的性質）の温度であり、全ての可能な自由度に対する全体の平均熱力学温度ではない[11][12]。
- 2014年 - イタリアのグラン・サッソ国立研究所のCUORE（英語版）で共同研究を行う科学者たちが、1立方メートルの体積の銅でできた容器を15日間冷却し0.006ケルビンにし、大きな連続体積におよぶ最低温度の記録を打ち立てる[13]。
- 2015年 - マサチューセッツ工科大学の実験物理学者たちが、ナトリウムカリウム気体中の分子を500ナノケルビンまで冷却することに成功する。これらの分子をさらにもう少し冷却することでエキゾチックな状態を示すことが期待されている[14]。
- 2017年 - 2018年に国際宇宙ステーション(ISS)への打ち上げのために開発された実験装置Cold Atom Laboratory (CAL)[15]。この装置はISSの微小重力環境に極めて温度の低い環境を作り出し、地球の実験室で作られたものよりも温度の低いボース＝アインシュタイン凝縮体を形成する。宇宙の実験室では最大20秒の相互作用時間と1ピコケルビンという低い温度が達成可能であり、未知の量子力学的現象に探索につながり、物理学の最も基本的な法則のいくつかを試験することができる[16][17]。